# Théophile Beguin-Billecocq
 (mars 2012).
Si vous disposez d'ouvrages ou d'articles de référence ou si vous connaissez des sites web de qualité traitant du thème abordé ici, merci de compléter l'article en donnant les références utiles à sa vérifiabilité et en les liant à la section « Notes et références ».
Pour les articles homonymes, voir Famille Beguin-Billecocq.
Théophile Béguin-Billecocq né à Paris le 18 janvier 1825 et mort  à Paris le 28 mars 1906 était un  fonctionnaire du ministère des affaires étrangères, chef du bureau du Chiffre.

## Famille

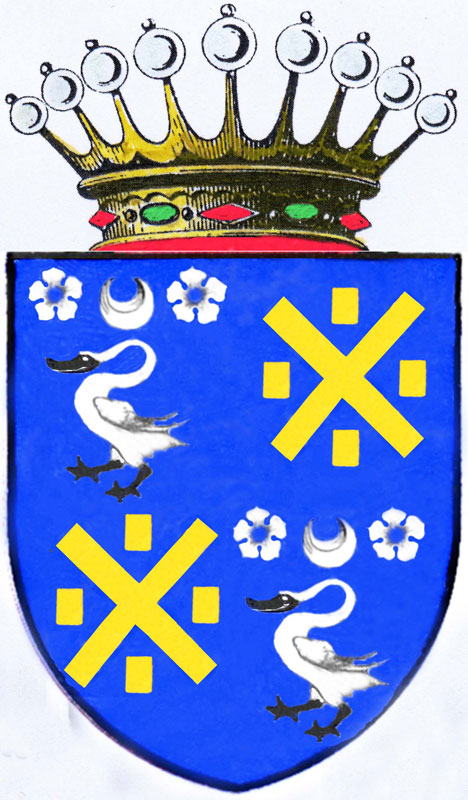
Armes de Théophile Beguin-Billecocq

Né à Paris le 18 janvier 1825, il est le fils de Paul Beguin-Billecocq (1791-1869), avocat et président de l'Ordre des avocats aux conseil du roi et à la Cour de cassation, et d’Anne Billecocq (1805-1851), il épousa Marie-Amélie Billecocq.

## Carrière
Licencié en droit en 1847, il est d'abord attaché surnuméraire au ministère de la Marine (1847-1848). Reçu en 1848 au concours de rédacteur du ministère des Affaires étrangères, il entre au bureau du chiffre. Il en devient chef de bureau en 1867 jusqu'en 1884, date à laquelle il fut mis à la retraite. 

## Divers
Ami de Claude Monet, il rédigea un journal (manuscrit inédit) qui relate sa carrière au ministère des Affaires étrangères et décrit sa famille et ses amis.

## Décorations
- Officier de la Légion d’honneur (1880)[1].

- Selon certaines sources, il reçut un titre pontifical de comte par bref apostolique du pape Léon XIII du 8 janvier 1903[6],[7][réf. à confirmer].